# Talento (moneda)

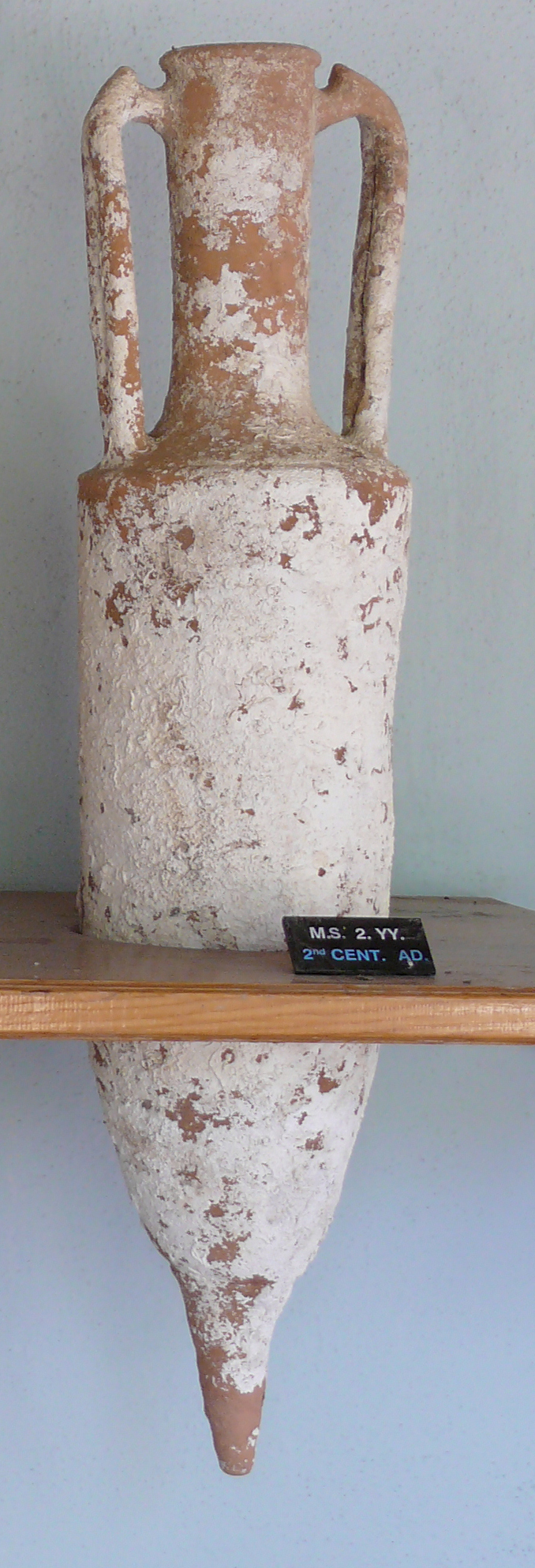
Antigua ánfora griega. Un talento correspondía aproximadamente a la masa del agua que se necesitaba para llenar un ánfora.

El talento (del griego τάλαντον, talanton que significa balanza o peso) era una unidad de medida monetaria utilizada en la Antigüedad. Tiene su origen en Babilonia, pero se usó ampliamente en todo el mar Mediterráneo durante el período helenístico y la época de las guerras púnicas. En el Antiguo Testamento, equivalía a cerca de 34 kg de plata, y en el Nuevo Testamento, a 6000 dracmas, o lo que es lo mismo, 21 600 g de plata. 
Era el peso aproximado del agua necesaria para llenar un ánfora (alrededor de un pie cúbico). Un talento griego, o talento ático se correspondía con unos 26 kg, un talento romano con 32,3 kg; el talento egipcio con 27 kg, y el talento de Babilonia con 30,3 kg. En el antiguo Israel se adoptó inicialmente el talento de Babilonia, pero fue modificado posteriormente. El talento pesado del Nuevo Testamento eran unos 58,9 kg.
En el siglo III a. C. es utilizado expresamente en los tratados entre Roma y Cartago, sobre todo el talento ático, o bien eubeo, equivalente a aproximadamente 27 kg, y dividido en 60 minas de 60 siclos (o cien dracmas) cada mina. El peso de las monedas y los quilates varían, lo mismo que su división: decimal, duodecimal o sexagesimal.
Durante un tiempo existieron en las regiones mediterráneas dos tipos de sistemas monetarios básicos: el ático (6 óbolos = 1 dracma, 100 dracmas = 1 mina, 60 minas = 1 talento), que más tarde fue adoptado por Roma, y el cartaginés (60 shekels = 1 mina, 60 minas = 1 talento), que se mantuvo vigente durante mucho tiempo en el periodo ptolemaico de Egipto. 
Esta unidad monetaria del mundo antiguo es una de las que más conocidas por su mención en una de las parábolas de Jesús: la parábola de los talentos (Mateo 25:14–30; Lucas 19:11–27). De la interpretación de esta parábola deriva «inteligencia», (capacidad de entender), «aptitud» (capacidad para el desempeño o ejercicio de una ocupación) dadas como primeras acepciones por la RAE para este término en lengua española.